# Sântioana de Mureș
Sântioana de Mureș (węg. Csittszentiván) – wieś w Rumunii, w okręgu Marusza, w gminie Pănet. W 2011 roku liczyła 1393 mieszkańców.